# 2009年世界房車錦標賽意大利站
2009年世界房車錦標賽意大利站是2009年度世界房車錦標賽的第十站賽事，正式比賽在2009年9月20日於意大利法拉利賽道上舉行。這是第五次在意大利舉行賽事。第一回合由西亞車隊的泰基尼勝出，第二回合由西亞車隊的伊雲·梅拿勝出。